# Mandy Salter
Mandy Salter es un personaje ficticio de la serie de televisión británica EastEnders, interpretada por la actriz Nicola Stapleton del 12 de marzo de 1992 hasta el 13 de enero de 1994. En junio de 2011 se confirmó que interpretaría a Mandy apareciendo del 29 de agosto de 2011 hasta el 31 de mayo de 2012.

## Biografía
En mayo del 2012 Mandy decide irse de nuevo de Albert Square luego de que decidiera no casarse con Ian Beale, luego de que este escogiera a su hija Lucy sobre ella.